# Diecéze pécsská
Diecéze pécsská (maďarsky Pécsi Egyházmegye, latinsky Dioecesis Quinque Ecclesiensis) je sufragánní diecéze římskokatolické církve v Maďarsku kaločsko-kečkemétské arcidiecéze. V roce 2016 v diecéze žilo 660 700 obyvatel z toho 436 000 pokřtěných.
Biskupský stolec je v současné době neobsazený.

## Území
Sídelním městem biskupa je město Pécs (Pětikostelí), kde se nachází katedrála svatých Petra a Pavla .
Území je rozděleno na 194 farností.

## Dějiny
Diecéze byla založena v roce 1009 uherským králem Štěpánem I.
Druhý biskup, Maur, později svatořečený, nechal postavit katedrálu. Papež Klement III. péčským biskupům schválil užívání pallia a další privilegia, jako odměnu oproti biskupu Kalanovi ve 12. a 13. století, jenž se dopouštěl patarinské hereze. Tyto výsady pobouřily ostřihomského abiskupa, ty však byly znovu potvrzeny roku 1754 papežem Benediktem XIV.
V diecézi byl zaveden ostřihomský ritus. V roce 1491 zde byla vytištěn Pětikostelský misál, odvozená od Misálu ostřihomského z roku 1484. 
V roce 1367 biskup Wilhelm Koppenbach povýšil zdejší kapitulní školu na univerzitu, která vzkvétala, až do bitvy u Moháče v roce 1526, která znamenala dlouhá léta osmanské nadvlády, k němuž došlo v roce 1543. Katedrála byla poté přeměněna na mešitu. Znovu vysvěcena na křesťanský svatostánek mohla být až v roce 1687, po opětovném dobytí země Maďary.
V 16. až 18. století se objevily problémy kvůli právu maďarských králů jmenovat biskupy, které papežové potvrzvali až po dlouhé době nebo vůbec.
1. září 1754 udělil papež Benedikt XIV. bulou Romanem Pontifexem biskupům z Pětikostelí privilegium procesního kříže a používání palia, čímž je postavil na roveň arcibiskupům. 
V první polovině 19. století založil biskup Ignác Szepesy de Négyes střední školu s teologickou a právnickou fakultou.

## Seznam biskupů

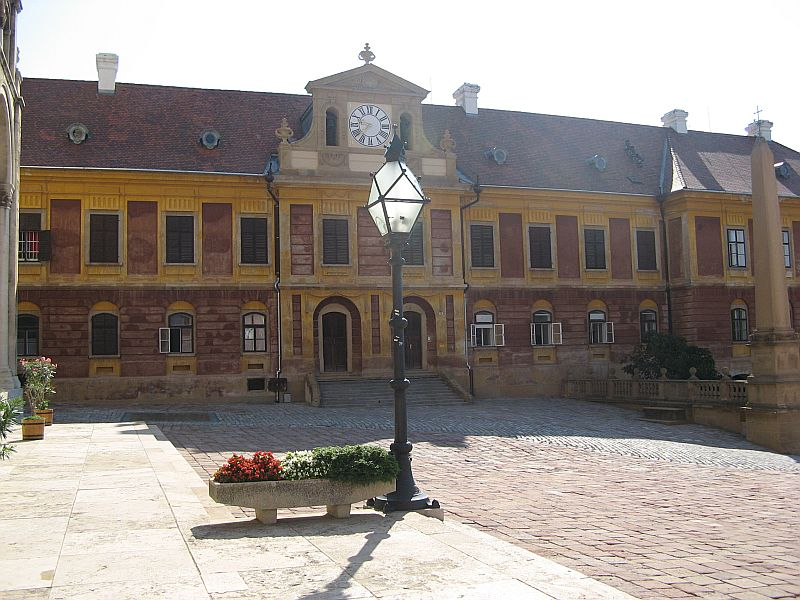
Biskupský palác

- Bonipert, O.S.B. † (1009 – asi 1036 odstoupil)
- sv. Maur (Mór) † (1036 – asi 1070, zemřel)
- Štěpán † (asi 1070 – asi 1100, zemřel)
- Simon Szicíliai † (před rokem 1109 – asi 1134, zemřel)
- Nána † (1135 – ?)
- Makár I † (1138 – ?)
- János † (1142 – po roce 1146)
- Anthimius † (před rokem 1148 – asi 1160, zemřel)
- Makár II † (1162 – asi 1186)
- Bár–Kalán o Kalán † (1186 – 1218, zemřel)
- Bartolomeo Brancioni † (1218 – 1251 odstoupil)
- Achilles † (1251 – 1253, zemřel)
- Jób Zách † (před rokem 1254 – 1279, zemřel)
- Pál Balogh † (1284 – 1306, zemřel)
- Manfréd † (1306 – 1306)
- Péter † (1307 – 1314)
- László Kórógyi † (1315 – 1345 nebo 1346, zemřel)
- Miklós Poroszlói † (13. února 1346 – 25. července 1360, zemřel)
- Wilhelm Koppenbach † (18. ledna 1361 – 1374, zemřel)
- Bálint Alsáni † (21. července 1374 – 17. prosince 1384 jmenován apoštolským administrátorem)
  - Bálint Alsáni † (17. prosince 1384 – 19. listopadu 1408, zemřel, apoštolský administrátor)
  - Giordano Orsini † (4. září 1409 – 13. srpna 1410 odstoupil, apoštolský administrátor)
- János Albeni † (13. srpna 1410 – 26. února 1421 jmenován biskupem záhřebským)
- Henrik Albeni † (26. února 1421 – 1444, zemřel)
- András Kálnói † (10. května 1445 – 1455, zemřel)
- Miklós Bánfalvi † (23. ledna 1455 – 1459, zemřel)
- János Csezmiczei † (5. listopadu 1459 – 1472, zemřel)
- Zsigmond Ernuszt o Hampó † (10. prosince 1473 – 1501, zemřel)
- György Szatmári † (19. prosince 1505 – 18. května 1523 jmenován arcibiskupem ostřihomským)
- Fülöp Csulai Móré Fülöp † (26. října 1524 – 29. srpna 1526, zemřel)
  - Sedisvakance (1526–1539)
  - György Sulyok † (1. ledna 1528 – po roce 1537, nepotvrzen)
  - Stjepan Brodarić † (marzo 1536 – 30. března 1539 jmenován biskupem vacovským, nepotvrzen)
- János Eszéki † (9. června 1539 – 1540 nebo 1541, zemřel)
  - Stanislav Škovránko (Várallyi) † (20. října 1541 – 20. dubna 1548, zemřel, nepotvrzen)
  - Pál Gregoriáncz † (1548 – 1550, zemřel, nepotvrzen)
- György Tompa † (4. července 1550 – březen 1552, zemřel)
  - Antal Verancsics † (3. srpna 1554 – 17. července 1560 jmenován biskupem egerským) (volený biskup)
- Juraj Drašković I † (17. července 1560 – 22. března 1564 jmenován biskupem záhřebským)
- Andrija Dudić † (9. února 1565 – 1567 sesazen)
- János Monoszlóy † (15. května 1574 – 29. října 1578 jmenován biskupem záhřebským)
- Miklós Telegdy † (15. května 1579 – 22. dubna 1586, zemřel)
  - Sedisvakance (1586–1589)
- János Kuthassy † (30. ledna 1589 – 23. září 1592 jmenován biskupem rábským)
  - János Cserödy † (19. července 1593 – 17. června 1596 jmenován biskupem egerským, nepotvrzen)
- Miklós Zelniczey Naprady † (17. června 1596 – 15. prosince 1600 jmenován biskupem záhřebským)
- Miklós Mikáczy † (16. dubna 1598 – 3. srpna 1598 jmenován biskupem di velkovaradínským)
- György Zalatnaki † (20. prosince 1600 – 1605, zemřel)
  - Ferenc Ergelics † (? – 14. prosince 1608 jmenován biskupem veszprémským, nepotvrzen)
- Petar Domitrović † (15. března 1610 – 15. července 1613 jmenován biskupem záhřebským)
- Johannes Pyber de Gyerkény † (29. července 1613 – 1619 jmenován biskupem di velkovaradínským)
  - Miklós Dallos † (23. května 1619 – 1621, nepotvrzen)
  - Tamás Balásfy † (29. září 1622 – 1625, nepotvrzen)
  - Pál Felsőtáli Dávid † (25. března 1625 – 18. července 1628 jmenován biskupem vacovským, nepotvrzen)
- Juraj Drašković II † (3. prosince 1629 – 25. října 1630 jmenován biskupem vacovským)
- Benedikt Vinković † (6. června 1633 – 28. dubna 1642 jmenován biskupem záhřebským)
  - János Cseh † (1637 – 1639, zemřel, nepotvrzen)
- István Bosnyák † (14. července 1642 – 23. září 1644, zemřel)
  - Albert Cziglédy † (21. listopadu 1642 – 20. listopadu 1643, zemřel, nepotvrzen)
  - György Szelepcsényi † (20. listopadu 1643 – 5. září 1644 jmenován biskupem veszprémským, nepotvrzen)
- György Széchény † (6. května 1647 – 9. června 1653 jmenován biskupem veszprémským)
- Pál Hoffmann † (3. srpna 1655 – 1659, zemřel)
- János Salix, O.Cist. † (26. září nebo 21. listopadu 1661 – 1668, zemřel)
- János Gubasóczy † (17. listopadu 1670 – 12. července 1677 jmenován biskupem vacovským)
- Pál Széchényi, O.S.P.P.E. † (18. dubna 1678 – 24. listopadu 1687 jmenován biskupem veszprémským)
- Mátyás Ignác Radanay † (7. září 1699 – dubna 1703, zemřel)
- Wilhelm Franz Johann Bertrand von Nesselrode † (21. července 1710 – 29. září 1732, zemřel)
- Anton von Thurn und Valsassina † (2. března 1733 – 25. prosince 1734, zemřel)
- Juan Álvaro Cienfuegos Villazón, SJ † (15. listopadu 1735 – 19. srpna 1739, zemřel, apoštolský administrátor)
- Zsigmond Berényi † (30. září 1740 – 25. září 1748, zemřel)
  - Sedisvakance (1748–1751)
- György Klimó † (15. listopadu 1751 – 2. května 1777, zemřel)
  - Sedisvakance (1777–1781)
- Pál László Eszterházy † (2. dubna 1781 – 7. listopadu 1799, zemřel)
  - Sedisvakance (1799–1808)
- József Király † (11. ledna 1808 – 17. července 1825, zemřel)
  - Sedisvakance (1825–1828)
- Ignác Szepesy de Négyes † (11. ledna 1828 – 16. července 1838, zemřel)
- Ján Krstiteľ Scitovský † (18. února 1839 – 28. září 1849 jmenován arcibiskupem ostřihomským)
  - Sedisvakance (1849–1853)
- György Girk † (10. března 1853 – 24. září 1868, zemřel)
- Zsigmond Kovács † (25. června 1869 – 25. června 1877 jmenován biskupem veszprémským)
- Nándor Dulánszky † (25. června 1877 – 24. ledna 1896, zemřel)
- Sámuel Hetyey † (14. prosince 1897 – 1. září 1903, zemřel)
  - Sedisvakance (1903–1905)
- Gyula Zichy † (11. prosince 1905 – 31. srpna 1925 jmenován arcibiskupem kaločským)
- Ferenc Virág † (27. března 1926 – 2. března 1958, zemřel)
- Ferenc Rogacs † (2. března 1958 succeduto – 20. února 1961, zemřel)
  - Sedisvakance (1961–1969)
- József Cserháti † (10. ledna 1969 – 3. listopadu 1989 penzionován)
- Mihály Mayer (3. listopadu 1989 – 19. ledna 2011 odstoupil)
  - András Veres (19. ledna 2011 – 9. dubna 2011, apoštolský administrátor)
- György Udvardy (9. dubna 2011 – 12. července 2019 jmenován arcibiskupem veszprémským)

## Statistika
V roce 2016 bylo diecézí z 660 700 obyvatel pokřtěno 436 000, což odpovídá 66,0% z celkového počtu. 
| rok  | obyvatelstvo | obyvatelstvo | obyvatelstvo | kněží  | kněží       | kněží   | kněží               | jáhni | věřící | věřící | farností |
| rok  | pokřtění     | celkem       | %            | celkem | sekulárních | řeholní | pokřtěných na kněze | jáhni | muži   | ženy   | farností |
| ---- | ------------ | ------------ | ------------ | ------ | ----------- | ------- | ------------------- | ----- | ------ | ------ | -------- |
| 1950 | 525.000      | 660.000      | 79,5         | 427    | 351         | 76      | 1.229               |       | 75     | 480    | 194      |
| 1970 | 480.000      | 670.000      | 71,6         | 276    | 261         | 15      | 1.739               |       | 15     |        | 179      |
| 1980 | 465.000      | 661.000      | 70,3         | 220    | 220         |         | 2.113               |       |        |        | 170      |
| 1990 | 465.250      | 664.195      | 70,0         | 181    | 181         |         | 2.570               |       |        |        | 165      |
| 1999 | 440.000      | 660.000      | 66,7         | 134    | 123         | 11      | 3.283               | 1     | 19     | 39     | 206      |
| 2000 | 440.000      | 660.000      | 66,7         | 140    | 128         | 12      | 3.142               | 1     | 17     | 41     | 206      |
| 2001 | 440.000      | 660.000      | 66,7         | 142    | 129         | 13      | 3.098               | 1     | 25     | 40     | 207      |
| 2002 | 440.000      | 660.000      | 66,7         | 141    | 129         | 12      | 3.120               | 1     | 26     | 36     | 206      |
| 2003 | 440.000      | 665.000      | 66,2         | 134    | 123         | 11      | 3.283               | 1     | 19     | 40     | 206      |
| 2004 | 401.000      | 621.000      | 64,6         | 132    | 122         | 10      | 3.037               | 2     | 17     | 41     | 206      |
| 2013 | 439.000      | 664.000      | 66,1         | 99     | 93          | 6       | 4.434               | 2     | 11     | 27     | 206      |
| 2016 | 436.000      | 660.700      | 66,0         | 95     | 89          | 6       | 4.589               | 3     | 7      | 21     | 194      |